# هندیکپ (گلف)
هندیکپ  (به انگلیسی: Handicap) در گلف یک معیار عددی از توانایی یک گلف باز یا توانایی بالقوه است که برای توانمند کردن بازیکنان با توانایی های مختلف برای رقابت با یکدیگر استفاده می شود. بازیکنان بهتر کسانی هستند که کمترین هندیکپ را دارند.